# Natalicio Chase
Natalicio Esteban Chase Acosta (11 de julio de 1967) es un ingeniero, empresario y político paraguayo. Desde 2023 es senador nacional, por el Partido Colorado. Anteriormente fue presidente de la Empresa de Servicios Sanitarios del Paraguay (Essap) de 2018 a 2023.

## Biografía

### Vida personal y familiar
Nació el 11 de julio de 1967. Actualmente está casado con Celia Galli. Su hija, Giselle Chase Brett, fue contratada por la Entidad Binacional Yacyretá en 2019, con un sueldo de G. 15.600.000.

### Educación
Es ingeniero civil y máster en salud pública y saneamiento ambiental, por la Universidad Católica de Asunción. En 1997 hizo una especialización en Perú, estudiando la evaluación de plantas de tratamiento de agua. También realizó trabajos de investigación académica sobre plantas de tratamiento de residuos cloacales.

## Trayectoria laboral y política

### Primeros años
Entre 1987 y 1990, Chase trabajó en la Unidad Ejecutora del Plan Director de Agua Potable, Diseño y Cálculo de Redes en la Corporación de Obras Sanitarias (Corposana). Durante su paso por Corposana fue nombrado superintendente de Administración en Construcción de Planta de Tratamiento de Agua II y Construcción de aductoras y redes hasta 1993.
Posteriormente, durante la presidencia de Luis González Macchi, Chase pasó al Ministerio de Obras Públicas y Comunicaciones, donde se desempeñó como viceministro de Administración y Finanzas durante un año, pasando luego a ocupar la Subsecretaría de Obras Públicas, entre 2001 y 2003. Bajo el gobierno de Nicanor Duarte Frutos, Chase fue presidente de Petropar de 2003 a 2005 y viceministro de Obras Públicas de 2007 a 2008.
En el 2008 se adentró al sector privado, como presidente de una empresa de construcciones, Jónica S.A., siendo miembro del consejo de administración de la Cámara Paraguaya de la Construcción (Capaco) de 2012 a 2015.Jónica S.A. ha sido contratada por el Estado paraguayo múltiples veces, lo que ha resultado en un dramático crecimiento del patrimonio de Chase, triplicando sus activos en los últimos 15 años. En 2011, durante la presidencia de Fernando Lugo, Jónica S.A. firmó un contrato de G. 6.700.000.000 con la Secretaría Nacional de Deportes para la construcción de un estadio de fútbol en Limpio; pese a que el monto cobrado terminó siendo incluso mayor al establecido por el contrato, la obra nunca fue terminada; el estadio es actualmente un criadero de alimañas.

### Presidente de la Essap (2018-2023)
El 31 de agosto de 2018, Chase fue nombrado presidente de la Empresa de Servicios Sanitarios del Paraguay (Essap).
En 2020, congresistas de la oposición presentaron un proyecto de resolución que citaba a interpelar a Chase, con el fin de cuestionarlo en relación a su gestión de la empresa, pero el proyecto fue rechazado por la Cámara Baja gracias al voto de diputados colorados.
En diciembre de 2021, el Sindicato de Empleados, Obreros y Profesionales de la Essap presentó una denuncia contra Chase, alegando que este favorecía a la empresa de su padrastro, Emilio Díaz de Vivar, en la construcción de un sistema de cloacas en Fernando de la Mora.
El 1 de febrero de 2023, Chase renunció a la presidencia de la Essap para poder candidatarse al Senado en las elecciones generales de ese año, como lo indica la Constitución Nacional. Fue sucedido por Héctor Enrique Ayala.

#### Elecciones generales de 2023
El 10 de mayo de 2022, Chase anunció su precandidatura al Senado, por el Partido Colorado, formando parte de Fuerza Republicana, facción del partido que apoyaba al presidente Mario Abdo Benítez y la candidatura de Arnoldo Wiens a la presidencia, en contraste a Honor Colorado, que apoyaba al expresidente Horacio Cartes y la candidatura de Santiago Peña. En las elecciones internas del Partido Colorado, las cuales se llevaron a cabo en diciembre de 2022, Chase logró ser electo a la lista de candidatos al Senado por el partido, mas Wiens fue derrotado por Peña. En las elecciones generales, las cuales se llevaron a cabo el 30 de abril de 2023, Chase fue electo al Senado con 30.165 votos.

### Senador nacional (2023-)
Durante las primeras semanas como senador electo, Chase se declaró «colorado independiente», es decir, que no estaba alineado con el cartismo, pero días antes de asumir su escaño anunció que formaría parte de la bancada de Honor Colorado, declarando públicamente su apoyo al presidente electo Santiago Peña. Asumió el cargo el 30 de junio de 2023.